# Избори за Уставотворну скупштину НР Црне Горе
Први избори у Црној Гори послије другог свјетског рата одржани су 3. новембра 1946. године, када је изабрана Уставотворна скупштина која је 31. децембра 1946. године донијела Устав НР ЦГ, а након тога наставила мандат као Народна скупштина до сљедећих избора 1950. године